# 山东女子学院
山东女子学院是中华人民共和国山东省济南市的一所本科层次全日制公办高等院校。学校现有市中校区、长清校区两个校区。在校生16672人，教职工920人（2023年）。总占地面积约1100余亩，建筑面积约28万平方米。山东女子学院是中国大陆3所女子普通本科高校之一。中国女子高等院校联盟正式成员校。

## 校史
- 1952年5月，创建山东省妇女干部学校，主要职能是举办妇女干部短期培训班。
- 1961年2月，学校停办，1979年11月，学校恢复重建。
- 1987年12月，升格为中国妇女管理干部学院山东分院，属全日制成人高等院校。
- 1995年8月，随总院更名为中华女子学院山东分院，转向以普通高等教育为主，兼有成人教育、岗位培训、职业资格培训等多种职能的女子高等院校。
- 2010年3月，正式更名为山东女子学院，学校改制为普通本科院校。[3]
- 2014年，成立并加入中国女子高等院校联盟。
- 2022年，获批女性学本科专业。[4]
- 2022年10月，70周年校庆。[5]
- 2024年，成为山东省硕士学位授予立项建设单位（B类）[6]。

## 校园

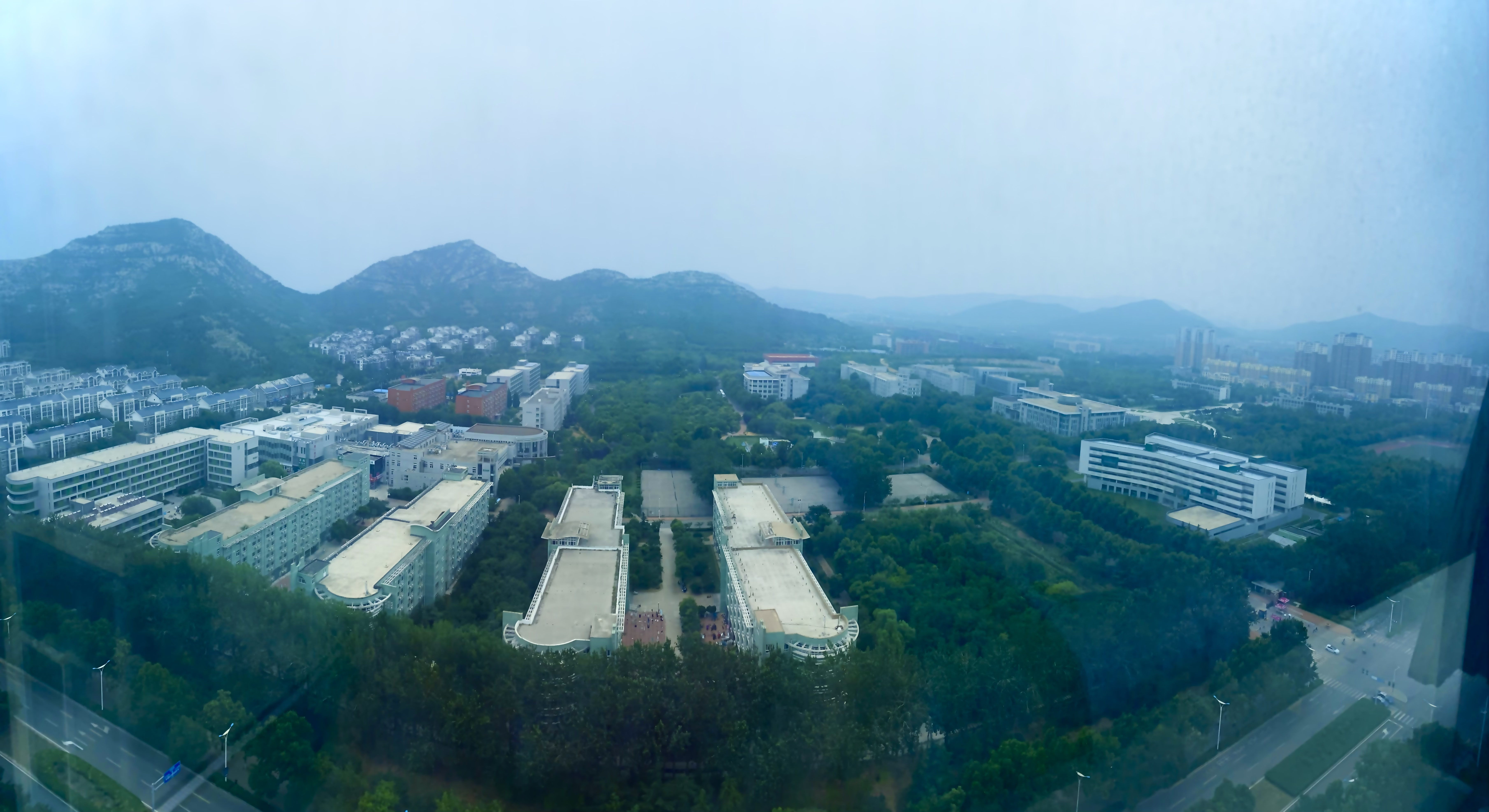
山东女子学院长清大学城校区鸟瞰

山东女子学院现有两个校区，总占地面积1133.87亩。
市中校区为山东女子学院老校区，位于济南市市中区玉函路45号。
长清校区为山东女子学院新校区，位于济南市长清区长清大学科技园大学路2399号。2005年9月，学校主体搬迁至长清校区。长清校区位于济南南部山区地带，四周环山，学校内种植有常见植物，校园内遍布三叶草。

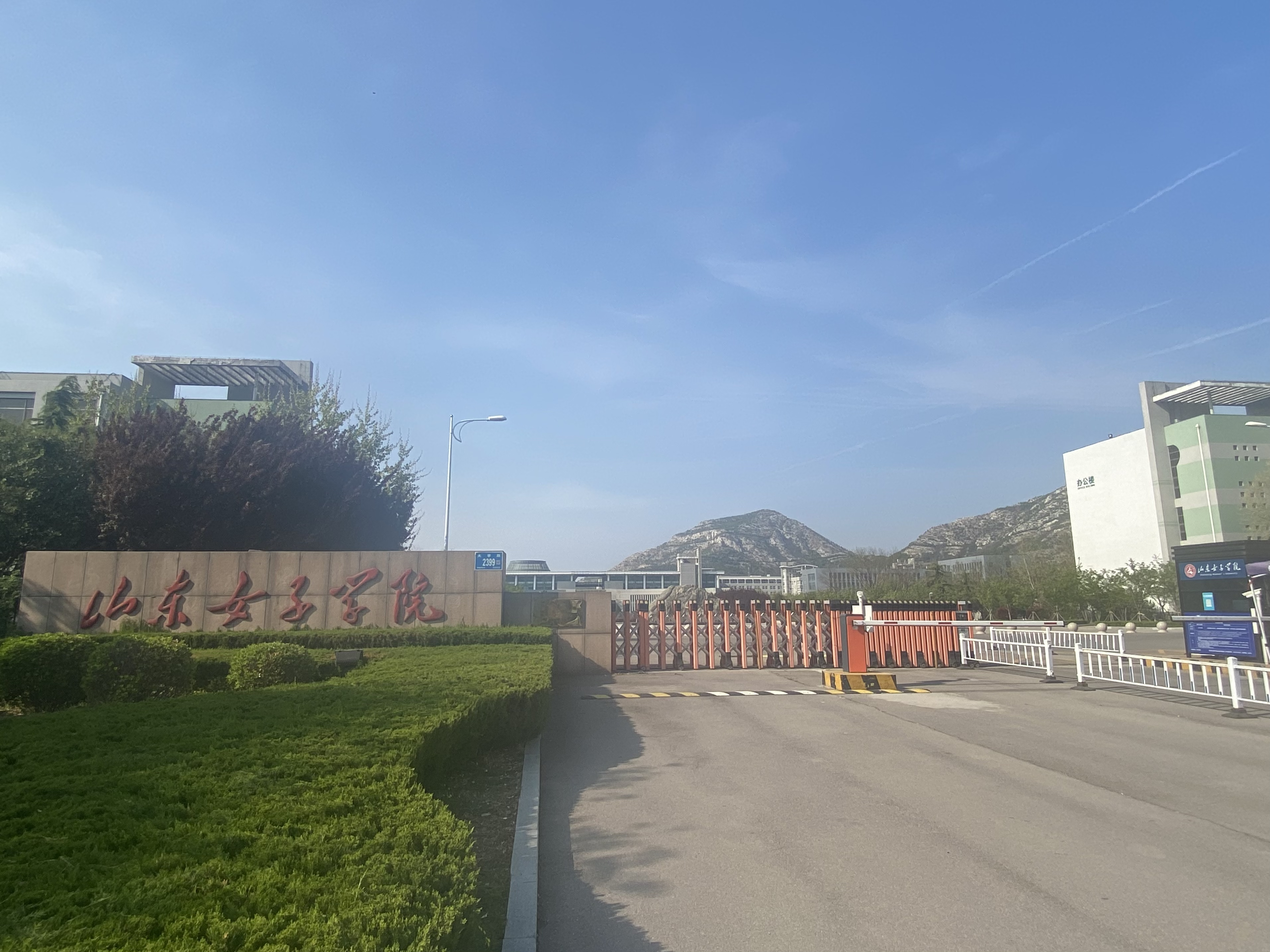
南门
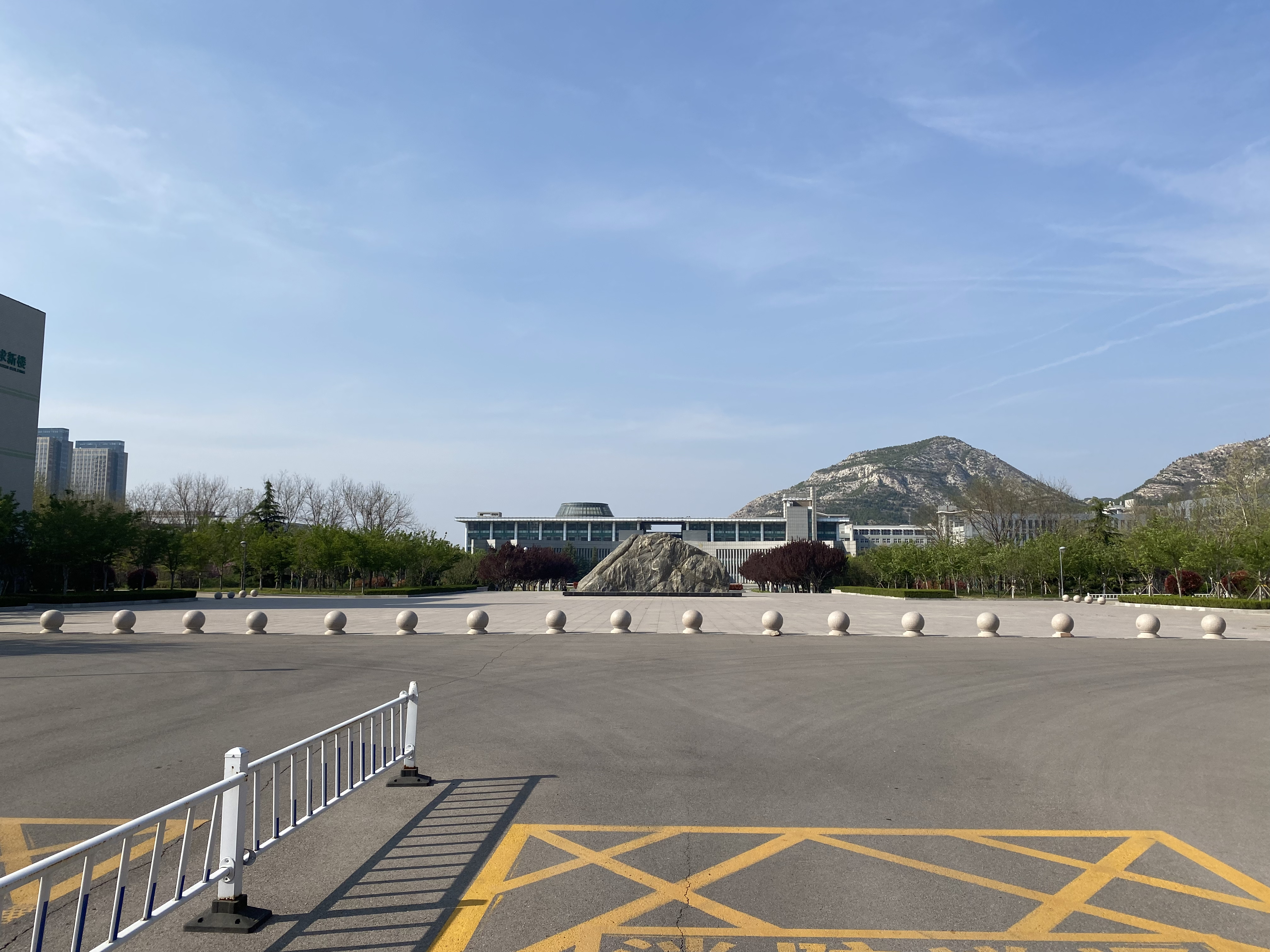
南广场
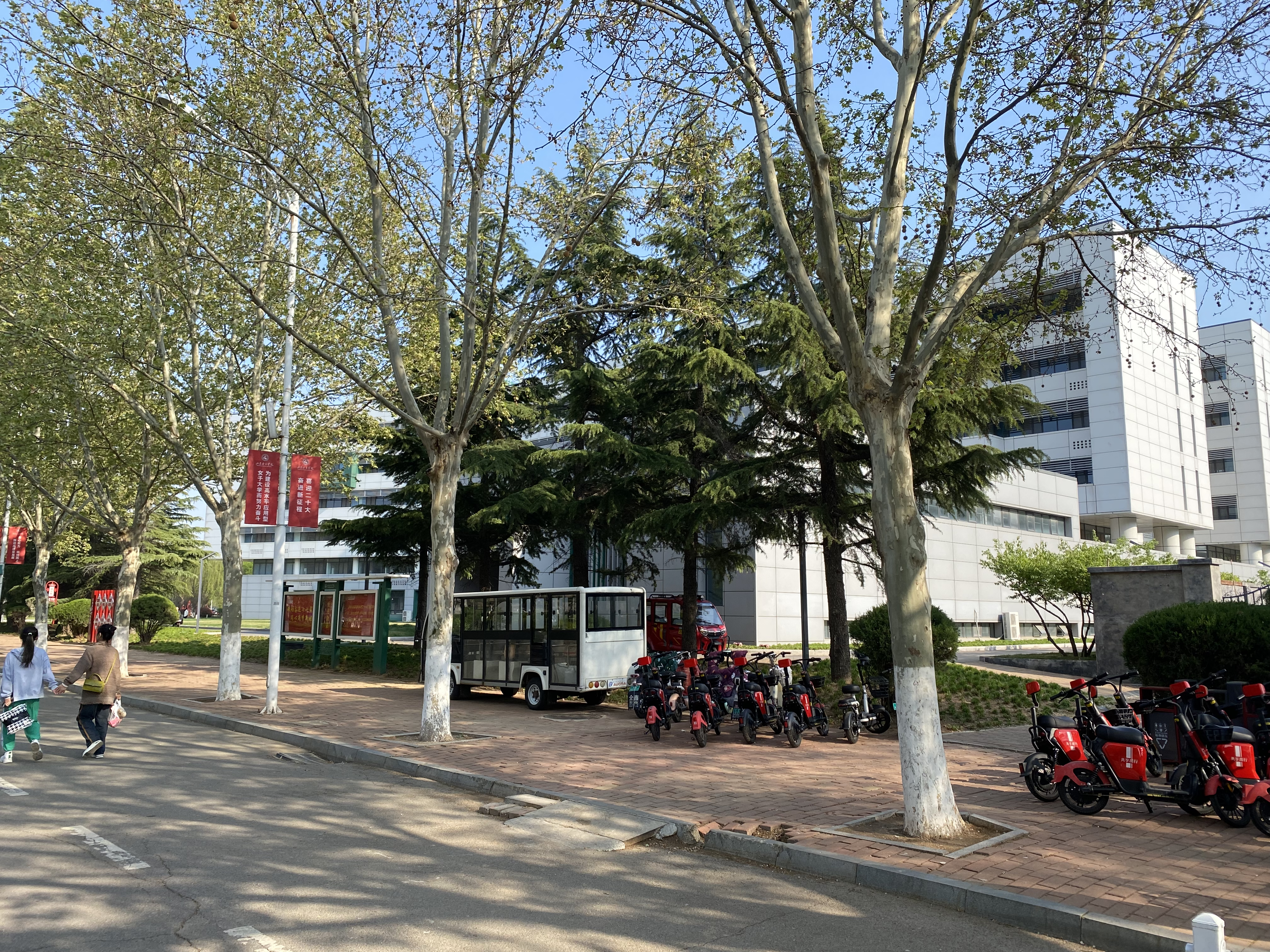
教学用楼
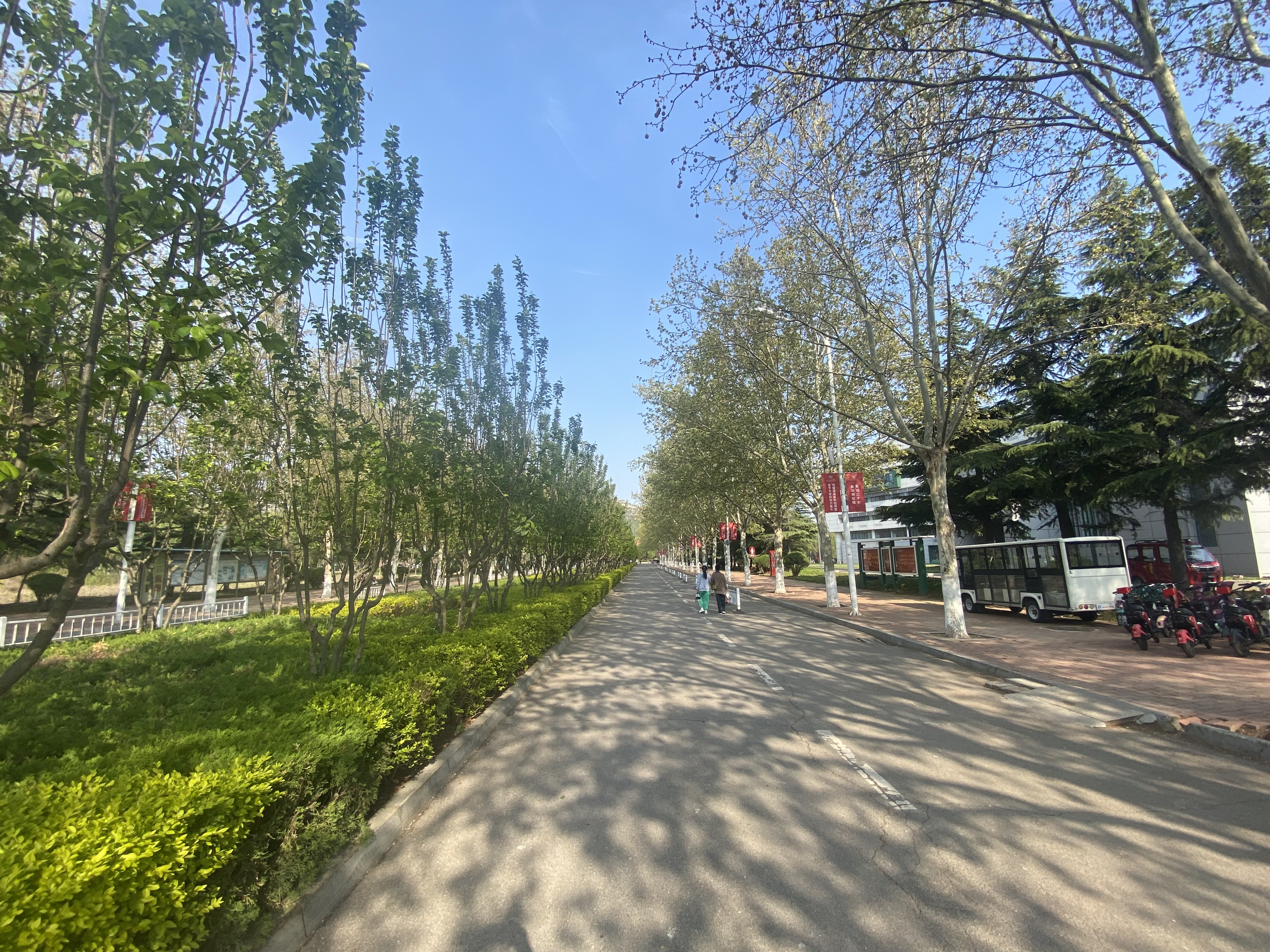
西门路
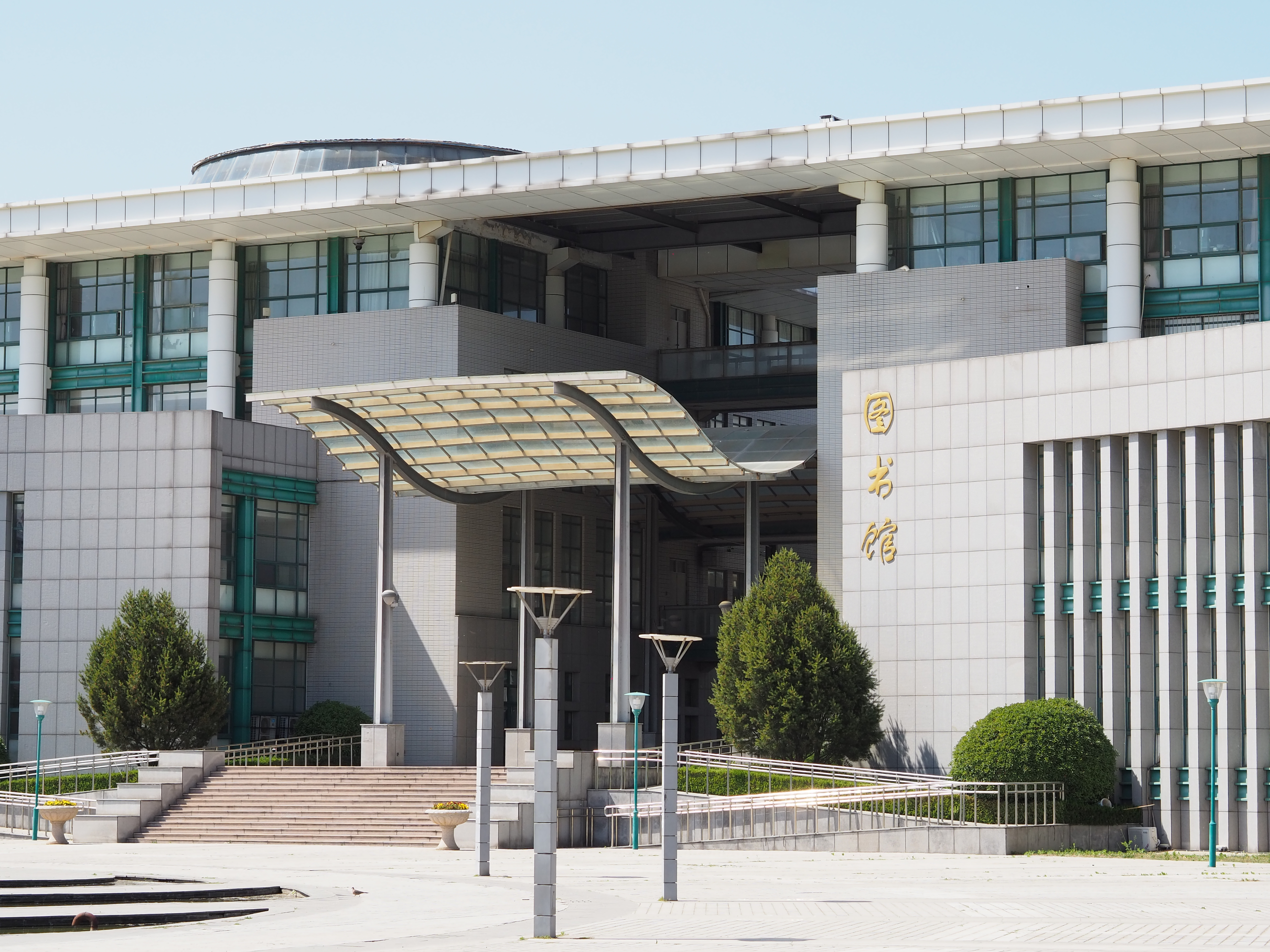
图书馆
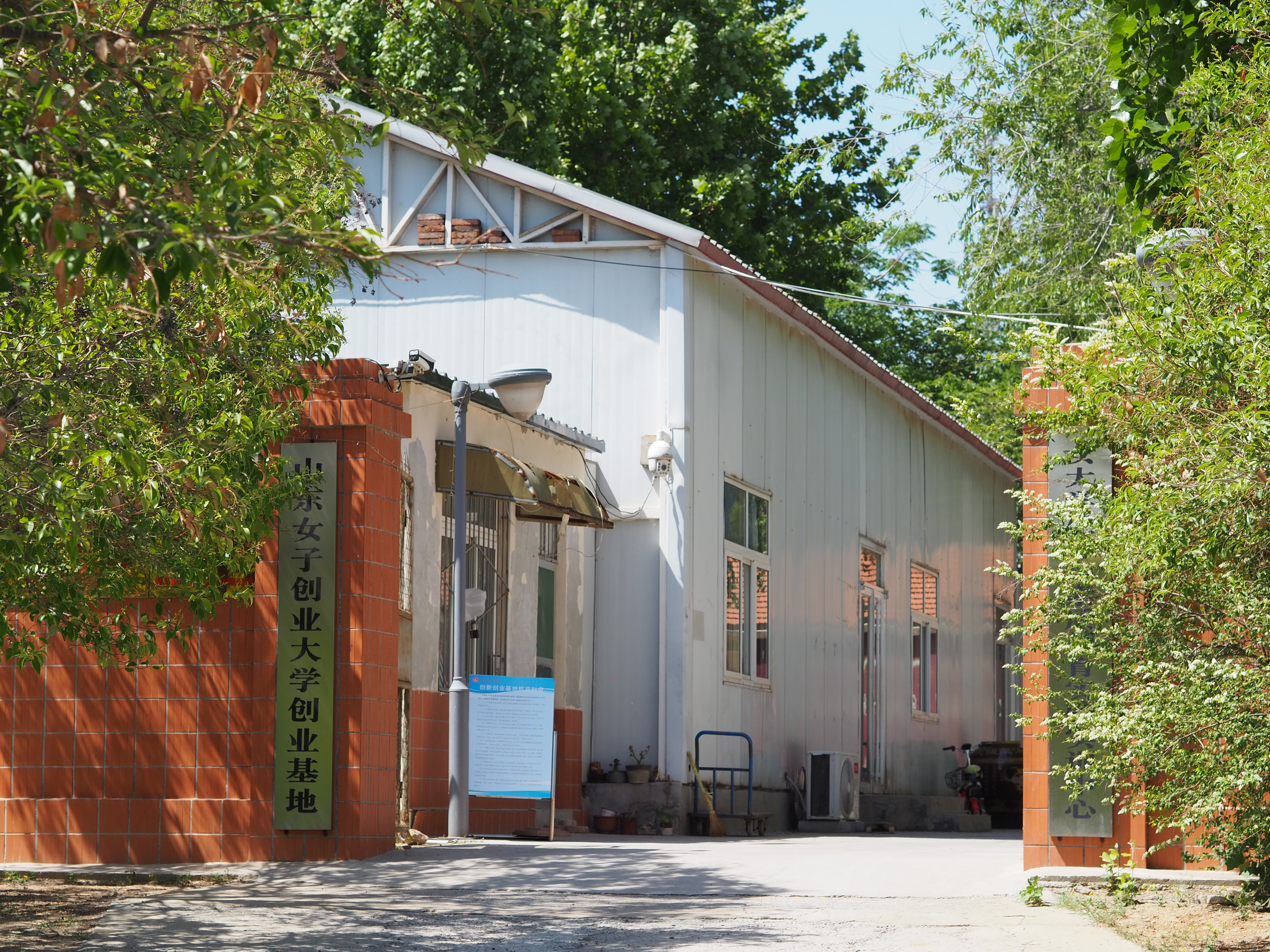
大学生创业基地
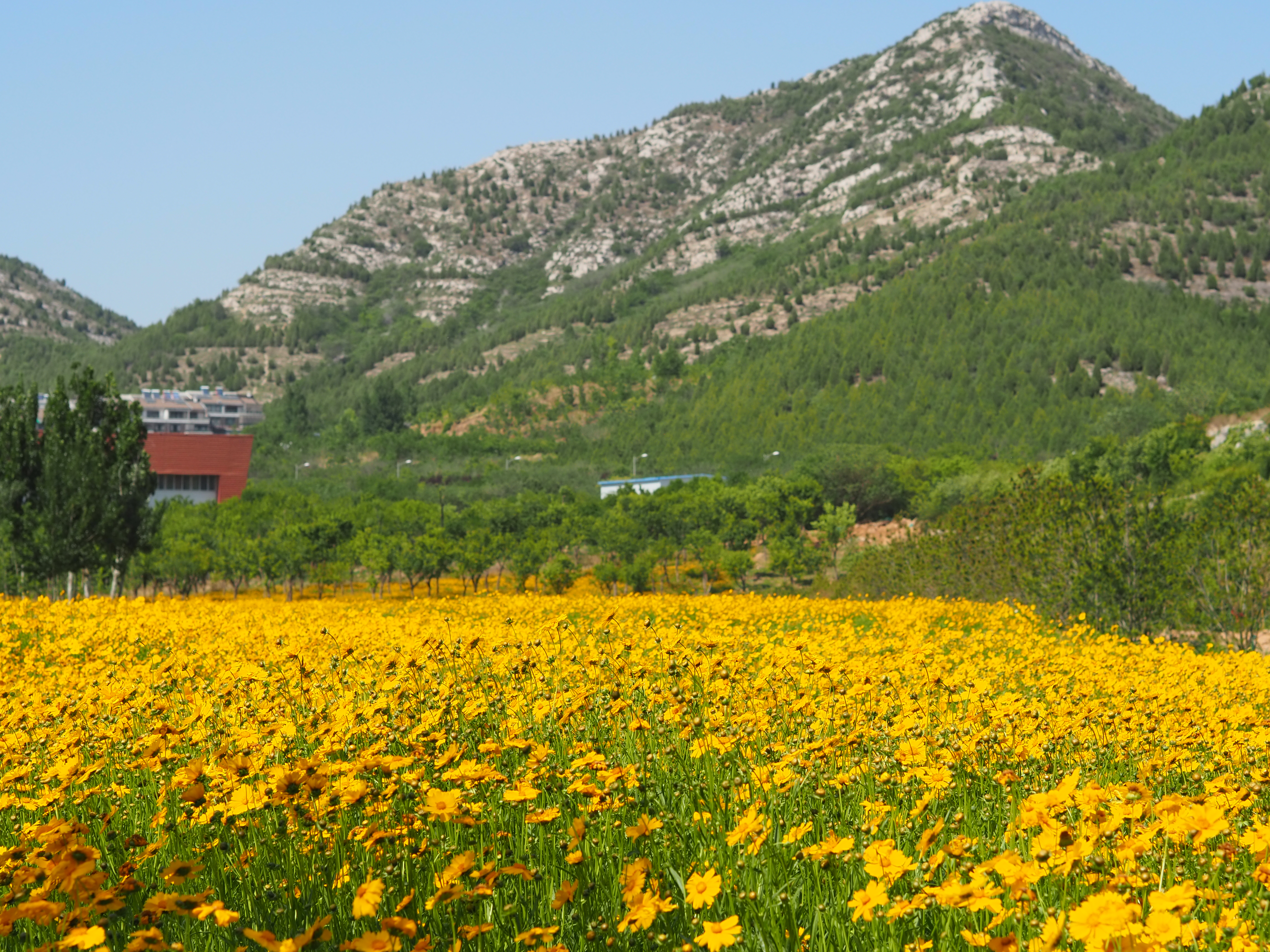
花田

## 院系设置
- 外国语学院
- 教育学院
- 音乐学院
- 文化传播学院
- 艺术设计学院
- 经济学院
- 工商管理学院
- 会计学院
- 旅游学院
- 社会与法学院
- 数据科学与计算机学院
- 马克思主义学院
- 体育教学部
- 继续教育学院
- 创新创业学院（山东女子创业大学）

## 附设机构
- 妇女研究与发展中心[7]
- 山东女子学院附属幼儿园[8]

## 图书馆
山东女子学院图书馆始建于1979年11月，隶属于山东女子学院，现有面积2.08万平方米。

## 学校标识

### 校徽
正圆形，以深红色为主体基调，外环有中英文校名，线条流畅，认读性强。内环以古朴的汉字“女”为基础，幻化成一只展翅翱翔的凤凰图案，简洁明快又充满动感，能够体现昂扬向上、奋发有为的现代女性精神，展现女子学院拼搏崛起、腾飞发展的美好前景。标志整体稳重大气、寓意深刻、特点鲜明。

### 校训
校 训：坤德含弘 至善尚美
校 风：团结进取 求实创新
学院精神：自强不息 百折不挠 求实创新 不断攀登
教 风：严谨治学 言传身教
学 风：勤学慎思 求真敏行

### 校歌
- 《山东女子学院之歌》

## 学校教学
山东女子学院招生原以专科为主，现逐步发展为以本科招生为主。该校男女生兼收。
学校面向省内外招收本科和专科段学生，同时也招收专升本生源。

## 排名
山东女子学院在软科中国大学排名中位列463名。学前教育专业评级B+，为优势学科。

## 历任领导

### 历任书记
1. 胡升秀（1984年5月－2009年12月）
2. 孙秀丽（2009年12月－2013年12月）
3. 郭翠芬（2013年12月－）

### 历任院长
1. 杨衍银（1988年11月－1990年5月）
2. 吴爱英（1990年6月－1993年6月）
3. 赵玉兰（1993年7月－1996年3月）
4. 刘培英（1996年4月－2003年6月）
5. 赵玉兰（2003年6月－2006年5月）
6. 孙秀丽（2006年5月－2009年12月）
7. 范素华（2010年1月－2017年7月）
8. 盛国军（2017年7月－2022年7月）
9. 李光红（2022年7月－）[12]